# Nagrody Telewizyjne Akademii Brytyjskiej
Nagrody Telewizyjne Akademii Brytyjskiej (ang. British Academy Television Awards, potocznie Nagrody Telewizyjne BAFTA lub BAFTA TV) – najważniejsze brytyjskie nagrody telewizyjne, przyznawane nieprzerwanie od 1955 roku.

## Historia
Początkowo nagrody przyznawane były przez Gildię Producentów i Reżyserów Telewizyjnych, która w 1958 połączyła się z Brytyjską Akademią Filmową, tworząc Towarzystwo Sztuk Filmowych i Telewizyjnych. W 1976 Towarzystwo przekształciło się w Brytyjską Akademię Sztuk Filmowych i Telewizyjnych (BAFTA). W latach 1968–1997 wręczenie nagród odbywało się podczas wspólnej ceremonii z nagrodami filmowymi BAFTA. Od 1998 Nagrody posiadają własną ceremonię, odbywającą się wiosną, najczęściej w kwietniu.  W roku 2000 wyłączone zostały tzw. Nagrody Rzemiosł Telewizyjnych Akademii Brytyjskiej (British Academy Television Craft Awards), co miało na celu honorowanie przedstawicieli zawodów technicznych (operatorów kamer, kostiumografów, scenografów, dźwiękowców itd.) związanych z telewizją na osobnej ceremonii, tak aby wyszli oni z cienia aktorskich gwiazd, skupiających na sobie zainteresowanie podczas głównych ceremonii.

## Zasady

### Zgłoszenia i zasady kwalifikacji
Kandydatury do nagród mogą być zgłaszane przez wszystkich brytyjskich nadawców telewizyjnych, przy czym równe prawa mają tu kanały naziemne, kablowe, satelitarne, a także internetowe platformy wideo, o ile emitują cykliczne, premierowe programy. Dodatkowo firmy producenckie mogą zgłaszać własne produkcje, zaś poszczególni wykonawcy samych siebie. Inaczej niż w przypadku wielu nagród filmowych i telewizyjnych, poszczególne edycje Nagród oznaczane są rokiem, w którym odbywa się ceremonia. Obowiązuje jednakże zasada, iż do danej edycji Nagród mogą być zgłaszane produkcje, których pierwsza emisja miała miejsce w okresie między 1 stycznia a 31 grudnia roku poprzedzającego ceremonię rozdania. Do Nagród nie mogą być zgłaszane programy przeznaczone dla widzów poniżej 16. roku życia, ponieważ BAFTA przyznaje dla nich osobne nagrody (tzw. Nagrody Dziecięce Akademii Brytyjskiej). W przypadku filmów obowiązuje zasada, iż za film telewizyjny (a zatem kwalifikujący się do Nagród Telewizyjnych, a nie Nagród Filmowych) uważa się film, którego premiera miała miejsce w telewizji, nawet jeśli później wyświetlany był w kinach. Dopuszcza się również zgłaszanie filmów, które po raz pierwszy zaprezentowano w kinie, ale tylko pod warunkiem, że czas między premierą kinową a telewizyjną był krótszy niż siedem dni.
Z wyjątkiem dwóch kategorii (Nagroda Międzynarodowa i Nagroda Publiczności) do rywalizacji dopuszcza się wyłącznie pozycje programowe wyprodukowane w Wielkiej Brytanii. 

### Nominacje i nagrody
Wszystkie zgłoszone produkcje są umieszczane na zamkniętej stronie internetowej, gdzie mogą się z nimi zapoznawać wszyscy uprawnieni członkowie Akademii. Na podstawie ich głosowania tworzone są listy nominowanych w poszczególnych kategoriach. Decyzję o wyborze laureata spośród nominowanych podejmuje jury, osobne dla każdej kategorii, powoływane przez Komitet Telewizyjny Akademii spośród jej członków wyróżniających się kwalifikacjami w danej dziedzinie. 
Powyższe zasady nie dotyczą nagród honorowych, które nie są uznawane za nagrody konkursowe, lecz specjalny dar i wyraz uznania od Akademii. Decyzje o ich przyznaniu podejmowane są poza standardową procedurą. 

## Listy laureatów
- 1955
- 1956
- 1957
- 1958
- 1959
- 1960
- 1961
- 1962
- 1963
- 1964
- 1965
- 1966
- 1967
- 1968
- 1969
- 1970
- 1971
- 1972
- 1973
- 1974
- 1975
- 1976
- 1977
- 1978
- 1979
- 1980
- 1981
- 1982
- 1983
- 1984
- 1985
- 1986
- 1987
- 1988
- 1989
- 1990
- 1991
- 1992
- 1993
- 1994
- 1995
- 1996
- 1997
- 1998
- 1999
- 2000
- 2001
- 2002
- 2003
- 2004
- 2005
- 2006
- 2007
- 2008
- 2009
- 2010
- 2011
- 2012
- 2013
- 2014
- 2015
- 2016
- 2017
- 2018
- 2019